# Гора Палласа (Главный Уральский хребет)
Гора Палласа (гора Хребет, Сольва, Белая Медведица) — девятая по высоте вершина Свердловской области высотой в 1337,7 метра, входит в состав Главного Уральского хребта.

## Географическое положение
Гора Палласа расположена на границе Североуральского городского округа Свердловской области и Красновишерского городского округа Пермского края, в составе Главного Уральского хребта, в 8 километрах к северу от горы Гумбольдта. Гора высотой в 1337,7 метра с коэффициентом сложности −1А. На западном склоне горы — река Большая Лямпа и её левые притоки (приток реки Улс), на восточном склоне — левые притоки реки Большой Сосьвы (приток реки Сосьвы). На восточном склоне по отрицательным формам рельефа образуются небольшие снежники.

## История
Гора названа в 2001 году в честь академика П. С. Палласа (1741—1811), который в лето 1770 года исследовал Северный Урал.

## Описание
Зона леса (до 800 метров) покрыта пихтово-еловыми лесами с кедром, выше — луговая и тундровая растительность, каменные россыпи и скальные выходы.